# Сакля

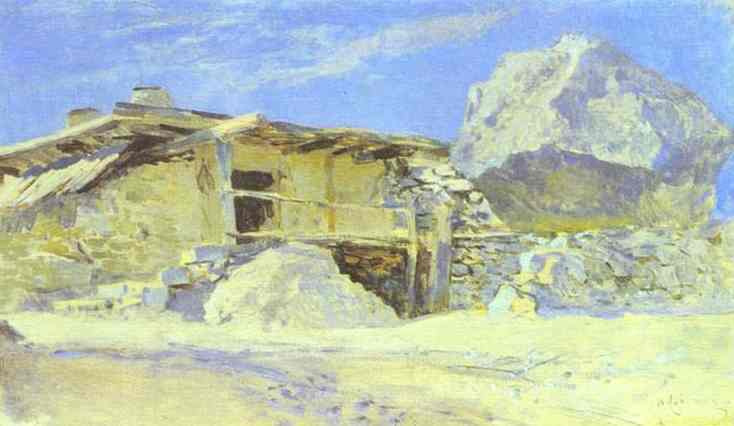
И. Левитан. «Сакля в Алупке» (1886 год)

Са́кля (от груз. სახლი [сахли] «дом, здание») — каменное сооружение жителей Кавказа и стран Ближнего Востока, а также деревянный дом в Крыму, в горной зоне.

## Этимология
Заимствовано в первой половине XIX века из грузинского языка, где saχli — «дом, здание», что в свою очередь производно от корня χli «быть около». «Сакля» буквально — «помещение, расположенное рядом».

## Описание

### Крым
В горах Крыма сакля обычно представляет собой небольшой дом из дерева, глины, керамического или саманного кирпича, с плоской крышей. Часто располагались на горных склонах в виде террас, примыкая вплотную один к другому: таким образом крыша нижестоящего здания часто являлась полом или двором вышестоящего.
Древнейшие крымские сакли — простейшие однокомнатные сооружения без окон, с земляным полом и очагом посредине помещения. Дым в таких саклях выходил через отверстие в крыше. Современные сакли часто состоят из нескольких комнат, с крытым полом, оборудованы для комфортного проживания.

### Кавказ
Совсем другого типа сакли в горах Кавказа. Нередко многоэтажные, каменные, с многочисленными бойницами, они представляли собой комфортное жилище и надёжную крепость в случае опасности.

#### Адыги

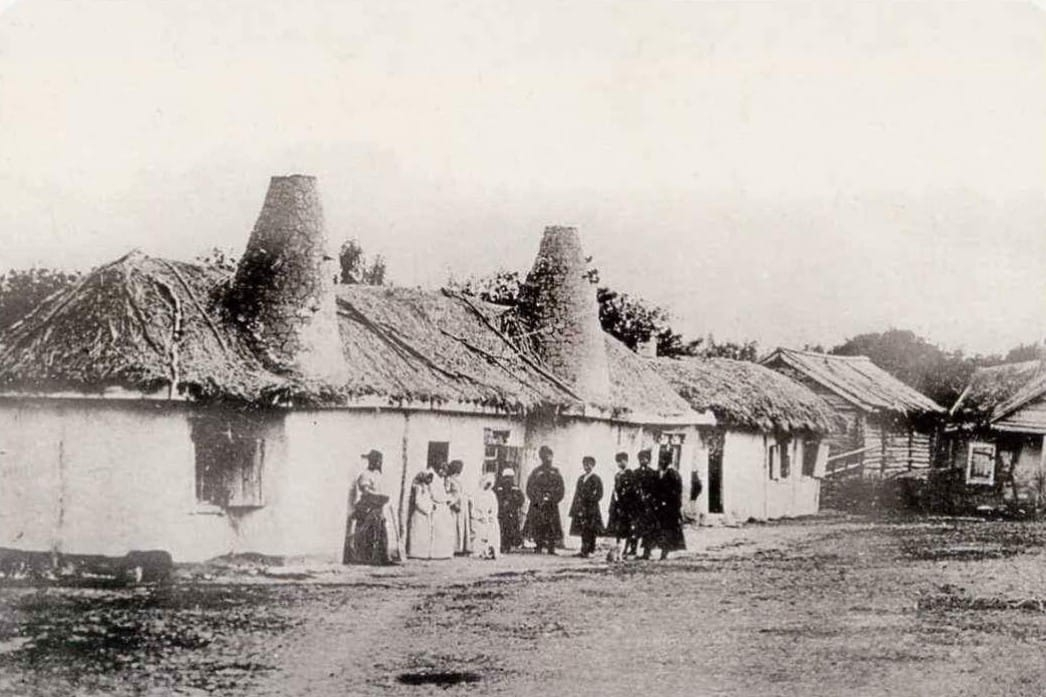
Традиционное жилище в кабардинском ауле Догужикой (ныне Аушигер, Черекского района КБР), ок. 1890 г.

Адыгская сакля (адыг. ун, унэ) представляет собой одноэтажный дом четырёхугольной, удлинённой формы (древнейшие были круглой формы и с шатровой крышей, позднее такую форму стали иметь летние кухни). Она — турлучная, строилась из каркаса из балок, заполненного плетнём (с добавлением мелкой соломы или половы). Плетень оплетался в один ряд по горизонтали слева направо. После этого турлук с обеих сторон штукатурился глиной с добавлением конского навоза и белился. Турлуки в саклях зажиточных адыгов были двухрядные и внутри засыпались землёй, из-за чего на их сооружение требовалось вдвое больше лесоматериала и затрат труда. Шапсугские сакли были деревянными срубными, так как шапсуги жили в горных районах Закубанья. Также встречаются упоминания о срубных саклях и у абадзехов. В высоту стены адыгской сакли достигали 2-2,5 м, торцовые стены в средней части поднимались несколько выше, переводя их во фронтон. Сакли адыгских князей были двух- и трёхэтажными, таким образом ориентируясь на «константинопольский» и «лазистанский» манер строительства, но в целом, за исключением больших размеров и сравнительной чистоты, практически не отличались от саклей простолюдинов. Крыша — соломенная или камышовая, в начале XIX века также крылась дранкой. По передней стене, а иногда вокруг всего дома шёл навес на столбах, образовывавший террасу. Пол был земляным. Потолок и чердак у адыгских саклей отсутствовал, на потолочные балки клали щиты из плетёной лозы, где хранились продукты. Окна также отсутствовали.
В планировке адыгская сакля была одно- и двухкамерной. Двухкамерная сакля делилась на мужскую и женскую половину, каждая из которых имела собственный вход. Часто они сообщались внутри. Для женатого сына строилась отдельная однокамерная сакля, располагавшаяся обычно несколько сзади основной. В этом доме молодожёны жили до полного выделения и постройки собственной усадьбы.
Отапливалась адыгская сакля очагом, расположенном на полу (иногда приподнятом чуть выше пола), с дымарём конусовидной формы (адыг. онджэкъ), выходившим через крышу и, как и стены сакли, сплетённым из турлука и оштукатуренным глиной. Часто труба прикрывалась двухскатным деревянным навесом. Над очагом располагался металлический котёл, подвешенный на деревянной или металлической цепи к потолочной балке. К очагу пристраивалась низкая глинобитная лежанка, на которой спали. В двухкамерной сакле было соответственно два дымаря. Адыгская большая семья проживала в нескольких домах, так как на организацию пространства и быта воздействовала сложная система запретов или ограничений, всё это большесемейное пространство огораживалось, как и усадьба в целом, забором-плетнём или частоколом. Помимо жилых зданий, в адыгской усадьбе, разделённой на три двора (главный с жилыми и некоторыми хозяйственными постройками, скотный и хамыш — двор для молотьбы зерна), присутствовали туалет круглой формы (также турлучный и с соломенной крышей), конюшня (чаще всего в виде отдельной постройки, но реже и в виде пристройки к жилой сакле) и амбар для хранения зерна и кукурузных початков, стоявший на каменных плитах, в свою очередь установленных на несколько столбов. Вход в усадьбу осуществлялся через главный двор, располагавшийся посередине, ближе к мужской половине главного дома. Ближе к женской половине примыкали пекарня, курятник, амбары и вход на скотный двор. Постройки были обращены к стороне вход в усадьбу стороной. Кроме того, почти каждая семья имела гостевой дом (т. н. «кунахская» или «кунацкая», адыг. хьакӏэщ, хаджигичиж), располагавшийся на видном месте перед двором, часто обносилась особым плетнём и имела небольшой дворик. Внутри усадьбы было много зелени: плодовые деревья, виноградники, иногда — табачные насаждения.
Отказ адыгов Северо-Западного Кавказа от каменных жилищ произошёл ориентировочно в XV—XVI веках, что было задокументировано генуэзцем Джорджио Интериано в 1502 г. Это было связано с тем, что Прикубанье, в отличие от горных районов Кавказа, к тому моменту было обильно покрыто лесом, а кроме того, кубанские степи представляли угрозу, так как служили благоприятной местностью для внезапных атак со стороны кочевников и войск Крымского ханства. В результате сакли стали быстровозводимыми, что позволяло беречь лесные ресурсы и в условиях адаптивности к степной угрозе оперативно проводить эвакуацию населения. Кроме того, адыги оценивали переход к турлучным саклям и с моральной точки зрения: строительство каменных домов и крепостей они считали трусостью и неспособностью постоять за себя. К середине XIX века среди адыгов стали распространены многокамерные саманные сакли, аналогичные хатам кубанских казаков. Они получили название «унэ зэхэт» (дом, состоящий из нескольких комнат) или «урыс ун» («русский дом»). В домах подобного типа присутствовали потолки и застеклённые окна, иногда в них настилали деревянные полы. Так как для отопления подобные дома требовали большого количества дров, то, помимо традиционных очагов, стали строиться кирпичные русские печи. Зажиточные адыги, по примеру зажиточных же казаков, строили кирпичные сакли с крышей, крытой листовым железом. Также под влиянием русских стали столбовые дощатые дома, впрочем также оставаясь довольно лёгкую, не фундаментальную постройку. Такие дома крылись тёсом и черепицей. Довольно необычным являлся способ крепления стен наклонными брусьями.

#### Карачаевцыибалкарцы
Ввиду того, что горные районы Карачаево-Черкесии и Кабардино-Балкарии богаты лесом, основным видом жилища среди карачаевцев и балкарцев в конце XIX века являлся сруб прямоугольной формы. Карачаевско-балкарские сакли, как правило, были  однокамерными, реже двухкамерными. Самой качественной древесиной, пригодной для строительства, считалась сосновая, однако её использовали лишь состоятельные люди. Крыша была земляной двухскатной. Также сакли могли строиться и из камня, хотя камень не использовался так широко, как древесина, каменные сакли были одноэтажными и прямоугольной формы. На равнине строили турлучные сакли с соломенной двух- или четырёхскатной крышей. Сакля вместе с хозяйственными постройками образовывали закрытый двор (карач.-балк. арбаз). Сакля делилась на мужскую и женскую половины. Стены саклей завешивались войлочными коврами, а полки — аппликационными коврами. Отапливалась сакля пристенным очагом (карач.-балк. оджакъ) с открытым дымоходом.
До конца XIX века различия между внешнего облика саклей ввиду социального различия их владельцев были незначительны. Однако начиная со второй половины XIX века Карачай и Балкария начинают устанавливать тесные торговые контакты с русским (казачьим) населением, что и начинает отражаться на разнице в облике саклей. Сакли богачей становились большего размера, для хранения имущества отводилась большая площадь, сами работы исполнялись намного качественнее, увеличивается количество помещений (в частности, появляется кунацкая), крыши начинают покрываться тёсом и железом (а позднее и шифером), появляются второй этаж, русская печь или камин вместо очага и т. д.

#### Осетины

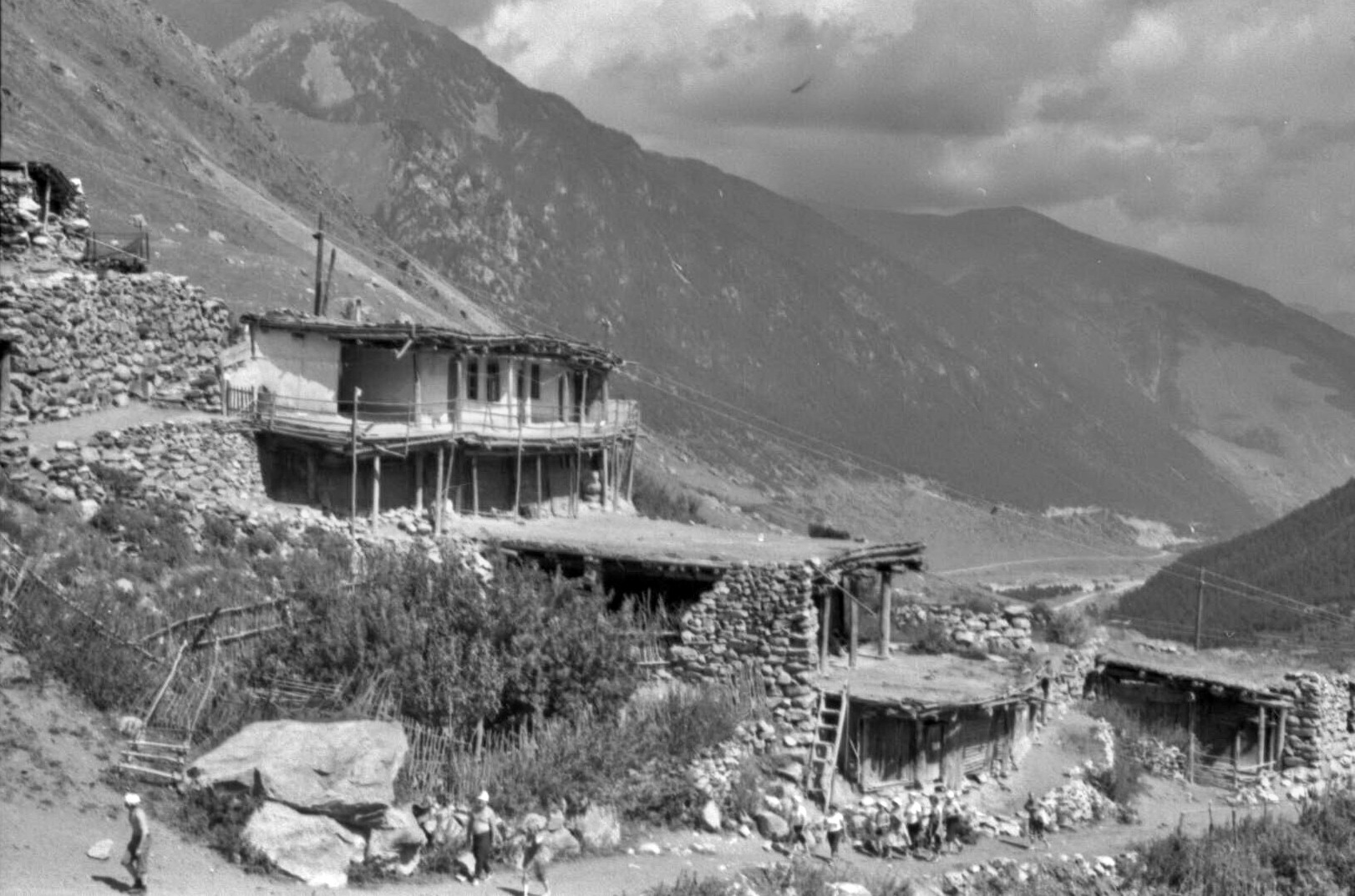
Старая сакля в селе Дзинага (Ирафский район РСО, Дигория), 1981 г.

Для осетинских горных аулов характерна кучевая или линейная планировка жилых построек (из-за скученности горные осетинские поселения единой постройки в несколько ярусов), на равнине планировка поселений уличная, равнинные поселения, как правило, располагались по берегам рек. Как правило, дома были одно- и двухэтажными, и во втором случае жилые помещения располагались на втором этаже, а на первом — хозяйственные, из-за чего двор как таковой отсутствовал. Основным строительным материалом служил камень (плитняк и неотёсанные валуны), в строительстве использовался метод сухой кладки, промежутки между камнями заполняли глиной, землёй, и очень редко — известковым раствором. На самом верху стен прокладывались балки, служившие основанием для крыши и поддерживавшиеся столбами. В Северной Осетии больше были распространены каменные сакли с небольшими четырёхугольными окнами и плоскими земляными крышами (у плоских крыш был небольшой скат, чтобы вода во время дождя не задерживалась на крыше), а в Южной — каменно-деревянные (первый этаж каменный, второй — деревянный) с четырёхскатной вальмовой крышей, покрытой дранкой. Также осетины строили деревянные срубные дома, особенно в горных ущельях. Для постройки деревянных домов использовался кругляк, крыша была двух- или четырёхскатной. На равнине осетинские сакли больше напоминают хаты окружающего русского населения: саманные или турлучные с каркасом из хвороста, обмазанные по обеим сторонам белой глиной и с двухскатной соломенной или камышовой крышей. В конце XIX века соломенные крыши были вытеснены черепичными, окна стали большими. Двор в равнинных осетинских усадьбах по периметру замыкали хозяйственные постройки. Усадьбы разделялись плетнём, он же отделял их от улицы. Такими домами, в частности, застраивались хутора в окрестностях Моздока, по большей части переставшие существовать в 1940-е гг. Типичный дом моздокских хуторов был трёхкамерным, поделённым на два помещения (кухня и кунацкая, которая также могла быть отдельным зданием) и сени между ними. Потолки отсутствовали, пол был земляной. В начале XX века хуторские дома отапливались каминами, очагами с дымоотводами, и очень редко — русскими печами. У одной стены вдоль всей камеры строили саманную завалинку, служившую постелью и покрывавшуюся коврами. Подобные саманные дома и сейчас встречаются в сёлах. Впоследствии также появились дома из досок, а усадьбы зажиточных крестьян стали обносится дощатыми заборами.

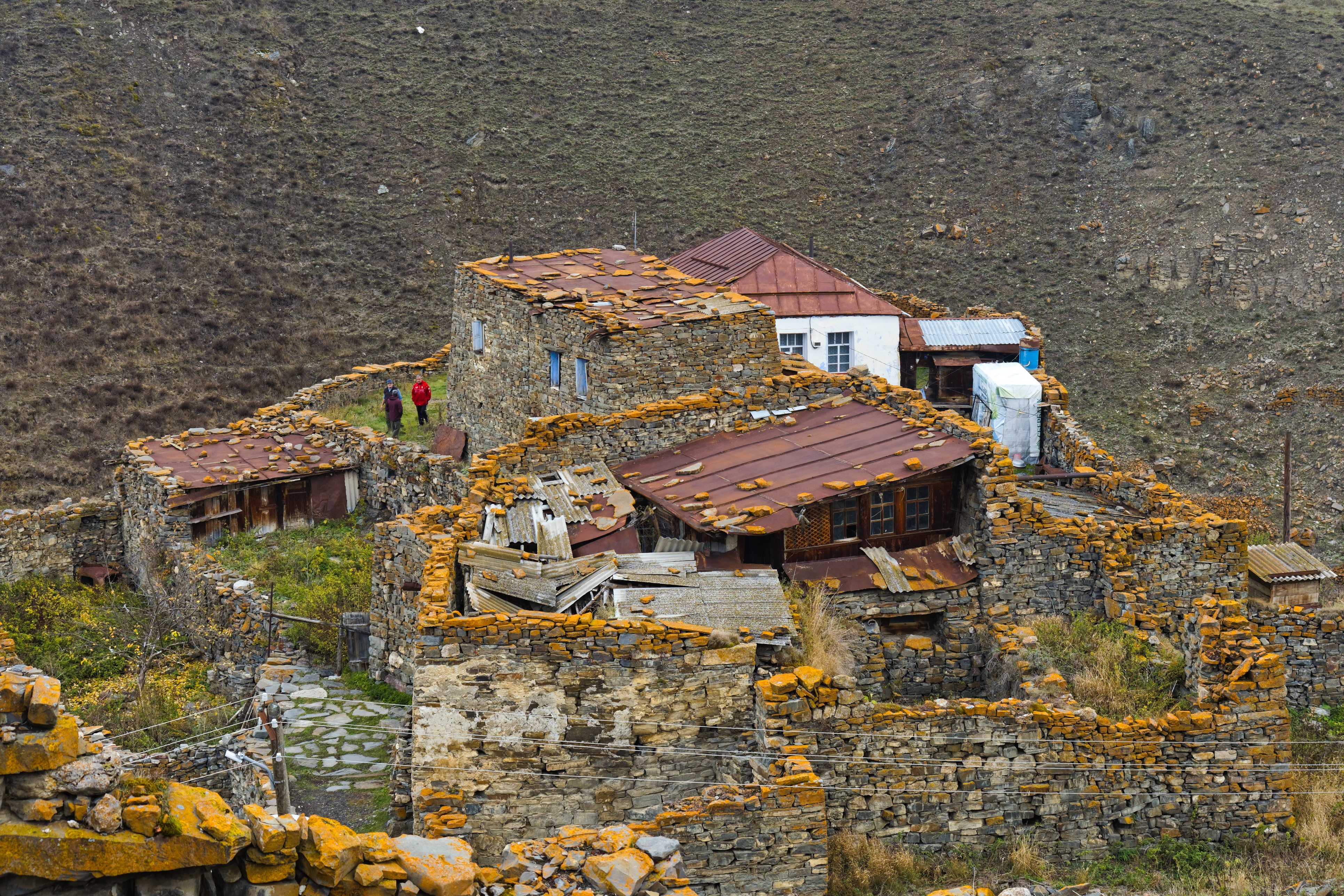
Жилые дома в селе Галиат (Ирафский район), 2021 г.

Осетинская горная сакля являлась многокамерной, рассчитанной на большую семью. Жилая камера, по-осетински носящая название хæдзар, в широком смысле означает и дом в целом. Открытый очаг (осет. къона) вместе с надочажной железной цепью, подвешивавшейся на перекладине посередине дымаря, располагался несколько в стороне от входа или у стены (но никогда в центре жилой камеры и напротив входа), они считались священными, очаг играл большую роль в духовной жизни осетин. На некоторой высоте над очагом находился плетёный дымарь, обмазанный глиной из-за пожароопасности. Жилая камера по линии очага делилась на мужскую и женскую половины. В мужской половине находилась большая часть мебели: стоявшее у очага почётное кресло хозяина дома, столик-треножник (осет. фынг), лавка-диван и стулья, все деревянные. В женской половине жилой камеры хранилась домашняя утварь, у очага стояла люлька для ребёнка. Когда семья была в сборе, то представители мужского пола сидели на стульях, а женщины стояли у стены. Женщинам не полагалось сидеть в присутствии мужчин. К жилой камере примыкала кладовая (осет. къæбиц). После женитьбы одного из членов семьи специально для него к жилой камере пристраивалась дополнительная камера, своего рода семейная комната (осет. уат), в которой новобрачные жили вплоть до постройки собственного дома, таким же образом поступали и на равнине. В ней располагалась деревянная кровать, устланная ковром, а также тюфяки, подушки и одеяла. Пол был земляным. Маленькие окна, вырубленные в стенах домов, в холодные время года закрывались досками, каменными плитами, а нередко и соломой. Также свет проникал в саклю через дверной проём (в тёплое время года никогда не закрывавшийся) и отверстие дымаря. У двухэтажных саклей на втором этаже был навес-галерея, покоившийся на столбах.
Осетинская знать проживала в замках-галуанах, состоявших из нескольких жилых и оборонительных башен и других жилых и хозяйственных построек, и обносившихся высокой каменной стеной. Также для осетин характерны оборонительно-жилые башни:осет. мæсыг четырёхугольной формы и высотой в 5-7 этажей. Их строительство было очень затратным, поэтому использовались они лишь богатыми родами; и осет. гæнах высотой в три-четыре этажа, также четырёхугольной формы, но несколько шире. Первый этаж башен отводился под хлев, на втором этаже располагался очаг и спальные места вокруг него, а на третьем и четвёртом находились кунацкие (осет. уазæгдон) и кладовые.
Крепостные-кавдасарды нередко ночевали в хлевах, о чём, в частности, вспоминал Коста Хетагуров.
В XX веке осетины строили кирпичные или саманные дома, состоявшие из 3-4 комнат (кухня, прихожая и кладовая), но количество комнат могло быть и больше, например, одна из них использовалась в качестве гостиной. Традиция украшения стен оружием практически сошла на нет.

#### НародыДагестана

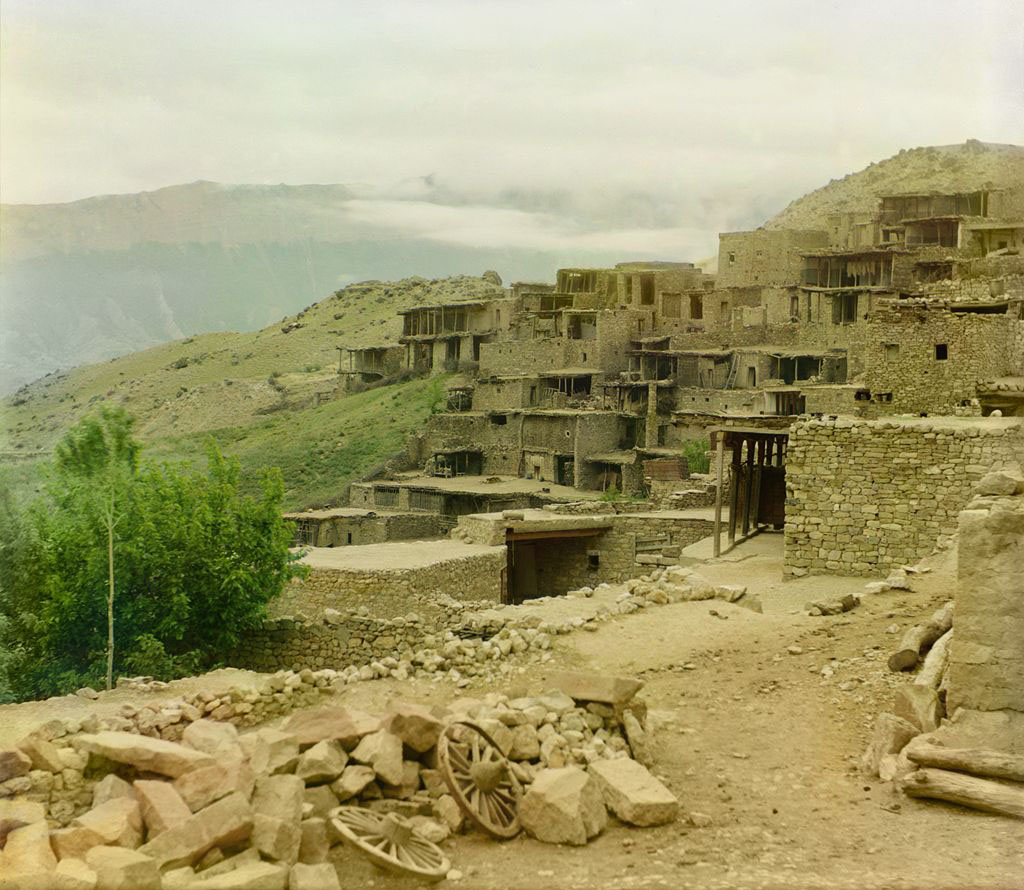
Сакли в Гимрах (Авария, ныне Унцукульский район Дагестана). Фотография С. М. Прокудина-Горского (между 1905 и 1915 годами)

##### Северный Дагестан
Для поселений Северного Дагестана в целом характерны военно-оборонительный характер, повторяющие контур рельефа глухие и геометрически правильные объёмы домов (квадратные и прямоугольные), выстраивающиеся по гребням гор, ориентирующиеся на юг и таким образом формирующие единую плоскость фасадов. Как правило, северодагестанские сакли достигают в высоту 3-4 этажа. Жилое помещение являлось однокамерным и достигало большой площади, в его центре располагался очаг, уложенный камнем. Также для Северного Дагестана характерны каменные тухумные (то есть, предназначенные для представителей одного рода, объединённых по типу патронимии) башни, не встречающиеся на юге. В высоту они достигают 12 м, толщина стен доходит до 1 метра. По форме башни делятся на круглые, сужающиеся кверху, и квадратные, более низкие. Первый этаж башен отводился под хлев, второй и третий были жилыми, а четвёртый и, при наличии, пятый — оборонительными.

##### Южный Дагестан
В Южном Дагестане архитектура жилых домов имеет свои особенности у каждого народа, населяющего его. Среди табасаранов наиболее распространённым был следующий комплекс жилища: хлев, находившийся на первом этаже, объединялся с жилым помещением, находившимся на втором, в одном объёме. Сарай для сена представлял собой пристройку к дому либо находился за пределами аула.

##### Даргинцы
Типичным примером дагестанской сакли является даргинская сакля. У даргинцев в середине XIX века строились двухэтажные (изредка — одноэтажные, а в нагорье — многоэтажные) каменные сакли (в ряде случаев у домов в предгорье были турлучные стены) с плоской земляной крышей, как правило пятиярусной (матица — бревна — жерди — сено (осока, травяной хворост) — глина/земля), а в предгорье — реже и шестиярусной, с добавлением мауэрлатов. Такая крыша была недолговечной, и поэтому её периодически приходилось обновлять. Таким же образом делались межэтажные перекрытия. В целом даргинская сакля того времени представляет собой почти полностью закрытую каменную коробку. В планировке тогдашняя даргинская сакля была преимущественно двухкамерной (жилая камера и кладовая), хотя нередки были и однокамерные. Жилая камера (дарг. хула къали) располагалась на втором этаже, первый отводился под хозяйственные помещения. Перед жилой комнатой могла располагаться галерея-лоджия, если её не было, то присутствовал небольшой навес, впоследствии эволюционировавший в веранду. В галерее располагался вход в комнату с дубовой тесовой дверью (сначала — одностворчатой дверью, позже с двустворчатыми дверьми). Лоджии были более распространены в предгорье, в то время как веранды были распространены в нагорье. Отапливалась сакля очагом с настенным дымарём, располагавшимся сначала напротив входа или по бокам от входа, а впоследствии «сползшим» в угол жилой камеры. Также очаг использовался для приготовления пищи. В предгорье очаг отделялся турлучной перегородкой, покоившейся на толстом брусе, который перебрасывался на расстоянии полуметра от пола, между стеной и специальной опорой (каменная колонна, большой камень или толстый обрубок бревна). Изредка очаг располагался в отдельной турлучной пристройке из трёх стен за пределами жилой камеры. Тем не менее, очаг не позволял отапливать саклю в полном объёме. В XX веке во многих саклях очаги с дымарём заменили камины, представляющие собой цельную конструкцию и нередко планирующуюся в самой конструкции стены жилища, вписывая в стену ещё на этапе строительства. Убранство даргинской сакли было довольно бедным. На ближней к двери боковой стороне жилой камеры располагались возвышения для кувшинов и сидения вокруг очага. Ближе к очагу размещалась посуда для повседневного использования, на полках для посуды соблюдался определённый порядок: от самой архаичной посуды на самых нижних полках (медная и гончарная) к самой современной на тот момент (стеклянная и фарфоровая посуда) на самых верхних, а также от крупной на нижних полках к мелкой на верхних. В наиболее отдалённом от очага углу находилось помещение для хранения молочных продуктов. Продольная стена напротив входа отличалась самым богатым убранством, у неё располагалась полка, на которой хранились ковры и постельные принадлежности. Немаловажным элементом в планировке даргинской сакли являлся центральный столб (дарг. дайна тӏал), разделявший (очажную) и парадную часть помещения, на котором вешалось оружие и на который наносились надписи о годе постройки сакли и т. п. Довольно часто столб украшен резьбой, в орнаментах присутствуют солярные элементы и другие древние мотивы. Как правило, спальное место для главы семьи устраивали ближе к столбу, а для его жены и детей — ближе к очагу. Нередко в жилище было возвышение вроде  тахты, на которую в ряд укладывались члены семьи. Если у хозяев сакли была деревянная кровать, что в те годы бывало довольно редко, то на ней спал глава семьи. В отличие от адыгских саклей, в даргинских не было деления на мужскую и женскую половину, однако хозяин большую часть времени проводил у столба, а хозяйка — на тахте или у очага. Также у даргинцев отсутствовала традиционная для Северного Кавказа кунацкая, гостей устраивали у столба. Кладовая (дарг. гӏела къали) была наиболее удалённой от входа. Пол устилался циновками, паласами и коврами. Окна либо отсутствовали, либо были очень маленькими, располагались ближе к потолку. Они закрывались ставенками. Помимо своей основной цели, они также служили для вентиляции. У хозяйственных построек предгорья крыша могла быть конусовидной и двухскатной. Двора в привычном понимании этого слова по большей части не было, сакли сразу же выходили на улицу продольной стороной, а аулы в целом застраивались плотно. Если двор имелся,  то он огораживался каменным забором и самим зданием. Войти в саклю можно было как с фасада, так и с боковых сторон. Ворота во двор, если он был, также служили  и жилым входом. Проём ворот в предгорье П-образный, а в нагорье — в виде арки.
В конце XIX века многоэтажные сакли окончательно уступают место двухэтажным, окончательно утверждается многокамерность. Появляется трёхкамерная планировка, особенно распространившаяся в начале XX века: помимо кладовой и жилой камеры, в трёхкамерных саклях присутствовала и парадная камера (дарг. тавхана, барщиб къали, чебяхӏ къали), нечто вроде гостиной, здесь собирались лучшие мебель и ковры, селили взрослых детей, в частности, именно там первое время жили женившиеся сыновья. Русские путешественники называли её кунацкой, несмотря на то, что сами кунацкие так и не получили распространения у даргинцев. Распространяются печи: в нагорье — железные, в предгорье — каменные. Увеличивается в размерах лоджия, она приобретает и самостоятельное значение в качестве места пребывания семьи, туда переносятся очаг и, используемые в летнее время (…) В XX веке плоская земляная крыша из-за непрочности вышла из употребления, ей на смену пришли наклонные стропильные крыши, покрытые черепицей, шифером и металлом. Также в современных саклях есть балконы, которые, как и лоджии, могут застекляться. Начиная с послевоенного времени, особенно с 1960-х годов, при строительстве новых саклей их внешний вид и планировка подстраивается под современную архитектуру. Именно эти сакли являются на данный момент преобладающими в даргинских аулах.

#### Абхазы
Для абхазских аулов характерна рассеянная планировка. Основным материалом для строительства домов было дерево.
Ещё в начале XX века для абхазов были характерны круглые плетёные дома акуацэ/акуацв с соломенной конусовидной крышей (абх. ақәацә, акуацә, ақуацә), построенные вокруг воткнутого в землю столба, не имевшие окон и располагавшиеся прямо на земле. Помимо соломы, кровля покрывалась многолетними травами и папоротником. Стены плелись из таких пород дерева, как азалия, лоза, орешник и рододендрон, колья между прутьями были из орешника и дуба. Для новобрачных строились подобные акуацэ дома размером поменьше (абх. амҳара). Таким же образом строили летние кухни (абх. амаҵурҭа), также служившие столовыми. Также существовали круглые плетёные дома, отдалённо напоминавшие чумы или типи (абх. ақьала), в конце XIX-начале XX века они в основном служили в временным жильём  для пастухов. Этот тип построек является наиболее архаичным, и также встречается в приграничных с Абхазией районах Грузии. Я. В. Чеснов предполагает, что такие постройки восяходят к куро-араксской и очамчирской культурам. Другим видом плетёных домов были прямоугольные дома. Самым примитивным был абыцатдзы (абх. абыцаҭӡы). Впоследствии распространение получили более усовершенствованные прямоугольные дома апацха (абх. аԥацха). В отличие от предыдущих типов плетёных домов, апацха была многокамерной и состояла из двух-трёх помещений. Бо́льшее помещение располагалось справа от входа, там готовили и ели, а также спали старшие члены семьи, в то время как младшие спали в меньших помещениях. У апацхи было две двери — спереди и сзади, причём в отличие от предыдущих типов плетёных домов, у которых были плетёные двери, у апацхи двери были деревянные. Посередине располагался очаг. В свою очередь, из круглых домов для новобрачных развился тип домов под названием аганюны/аганвны (абх. аганҩны — дом в ширину), у которого комнаты не сообщались между собой внутри, вход в каждую комнату осуществлялся через длинный, на всю ширину жилища, навес-веранду. Раньше в аганюны проживало несколько родственных семей  Ориентировочно с 1950-х годов для аганюны также применяется термин абх. аԥсуа ҩны — буквально «абхазский дом». Для гостей строилось отдельное здание-кунацкая (абх. асасааирҭа). С конца XIX века эти постройки стали сменяться четырёхугольными дощатыми домами акуаскьа (абх. акәасқьа, аӷәыҭӡы) с приподнятым полом на деревянных или каменных столбах высотой до 1 метра и иногда выше и вальмовой крышей, устланной соломой, камышом, черепицей или дранкой из каштана, дуба, пихты или бука. У акуаскьа, в отличие от предыдущих типов домов, присутствовали пол и потолок. В качестве материала для стен служил каштан, пол был преимущественно дубовым. Для утепления обеспеченные люди обшивали наружную сторону дома фальцованными досками. Ввиду большой высоты фундамента веранда превратилась в балкон, простиравшийся на всю фасадную длину дома, опиравшийся на столбы, в зависимости от размеры дома их могло быть от четырёх до шести и больше. Акуаскьа также была многокамерной: большая камера трансформировалась в гостиную, которая стены которой уставлялись кроватами с льняными подзорами и аккуратно сложенными полотенцами, занавесями и тому подобными рукодельными изделиями. Акуаскьа отапливалась каменным, а сначала XX века — кирпичным камином. Такие дома могли строить грузинские мастера. Также строились срубные дома (абх. аџьаргәалҩны) из дуба и каштана. Тем не менее, аганюны и апацхи всё ещё были широко распространены.
В советские годы распространилось строительство каменных двухэтажных домов городского типа. Современные абхазские дома также двухэтажные, строятся они из кирпича и шлакоблоков, крыша покрывается шифером и металлом. Как и у многих кавказских народов, первый этаж отводится под хозяйственные нужды, а второй является жилым. В последнее время во многих абхазских усадьбах вновь начали возводить апацхи и аганюны вместе с домами современного типа. Однако они играют скорее вспомогательную роль: в апацхи коптят сыр и мясо, а аганюны большую часть времени используется в качестве хозпостройки, а во время свадебных и поминальных торжеств там накрывают столы для гостей .

## Сакля в культуре
Художник Исаак Левитан зарисовал саклю в одной из своих картин (на репродукции). Саклю также изобразил в 1910 году на своей картине «Сакля в Крыму» другой русский художник — К. А. Коровин.